# Franz Weber (Jurist)
Franz Weber (* 7. März 1845 in Augsburg; † 11. Januar 1918 in München) war ein deutscher Jurist und Schriftsteller.

## Leben
Weber war Sohn des Landschaftsmalers Josef Karl Weber, der ihn nach dem frühen Tod der Mutter erzog und zur genauen Beobachtung von Natur und Kunst anleitete. Von 1855 bis 1863 besuchte er das Münchner Maximiliansgymnasium und studierte anschließend an der Universität München vor allem Jurisprudenz, besuchte aber auch geisteswissenschaftliche Veranstaltungen. Als Soldat nahm er am deutsch-französischen Krieg von 1870/71 teil und trat anschließend in den juristischen Staatsdienst ein, wo er bis zum Oberamtsrichter aufstieg. Aufgrund seiner Aktivitäten zur Erforschung der Vorgeschichte wurde ihm 1906 von der Universität München der Ehrendoktor der Philosophie verliehen. Sein Nachlass befindet sich in der BSB München.

## Werke
- Minnesinger. Deutsche Liederdichter des XII., XIII. und XIV. Jahrhunderts; aus der Manesseschen Liederhandschrift und anderen Sammlungen, ausgew. u. neuhochdt. übertr. von Franz Weber. (Bibliothek der Gesamt-Litteratur des In- und Auslandes; 211/212) Halle [ca. 1888]
- Lieder und Bilder. Gedichte. Altenburg [ca. 1889]
- Aus grauer Vorzeit. Sechs Erzählungen aus dem ersten Jahrtausend n. Chr. Frankfurt am Main 1894
- Vom Webstuhl der Zeit. Vier Prosa-Dichtungen aus deutscher Vergangenheit. Dresden 1898
- Landstreicher. In: Die zehnte Muse. 1904